# 2027 Shen Guo
2027 Shen Guo (1964 VR1) là một tiểu hành tinh vành đai chính được phát hiện ngày 9 tháng 11 năm 1964 bởi Đài thiên văn Tử Kim Sơn ở Nanking.